# Карољ Лакат
Карољ Лакат (мађ. Lakat Károly; Ђер, 27. новембар 1920 — Будимпешта 3. децембар 1988)) је био мађарски фудбалер и тренер.
Лакат је играо за Ђер АЦ, Сегед АК и Ференцварош ТЦ и има 13 наступа за Мађарску репрезентацију.
Лакат је тренирао Геделе Дожа, Вереш Метеор, Сегедски Халадаш, Татабању Бањас, Мађарску репрезентацију, Мађарску олимпијски репрезентацију, МТК, Ференцварош ТЦ, Будимпештански Хонвед, Шалготарјански СЦ БТЦ и Дебрецен.

## Тренерска достигнућа
| Honour                              | Екипа                 | Године)             |
| ----------------------------------- | --------------------- | ------------------- |
| Фудбал на Летњим олимпијским играма | Мађарска (олимпијска) | 1964, 1968          |
| Куп сајамских градова               | Ференцварош ТЦ        | 1967/68 (финалиста) |
| Мађарска лига                       | Ференцварош ТЦ        | 1967, 1968.         |